# Dino Polska
Dino Polska ist ein polnischer Einzelhandelskonzern mit Sitz in der großpolnischen Stadt Krotoszyn.
Das Unternehmen betreibt unter der Marke dino 1.473 Lebensmittelmärkte mit einer Verkaufsfläche von jeweils ca. 400 m² und einem Sortiment von ca. 5.000 Artikeln. Alle Märkte verfügen über Bedienungstheken für Frischfleisch.:7,8 Der Großteil der Verkaufsstellen befindet sich in Zentral- und Westpolen.:9
Die Belieferung der Märkte erfolgt mittels eines eigenen Logistiknetzwerks von den fünf Distributionszentren in Krotoszyn, Jastrowie, Rzeszotary, Wolbórz und Łobez.:10

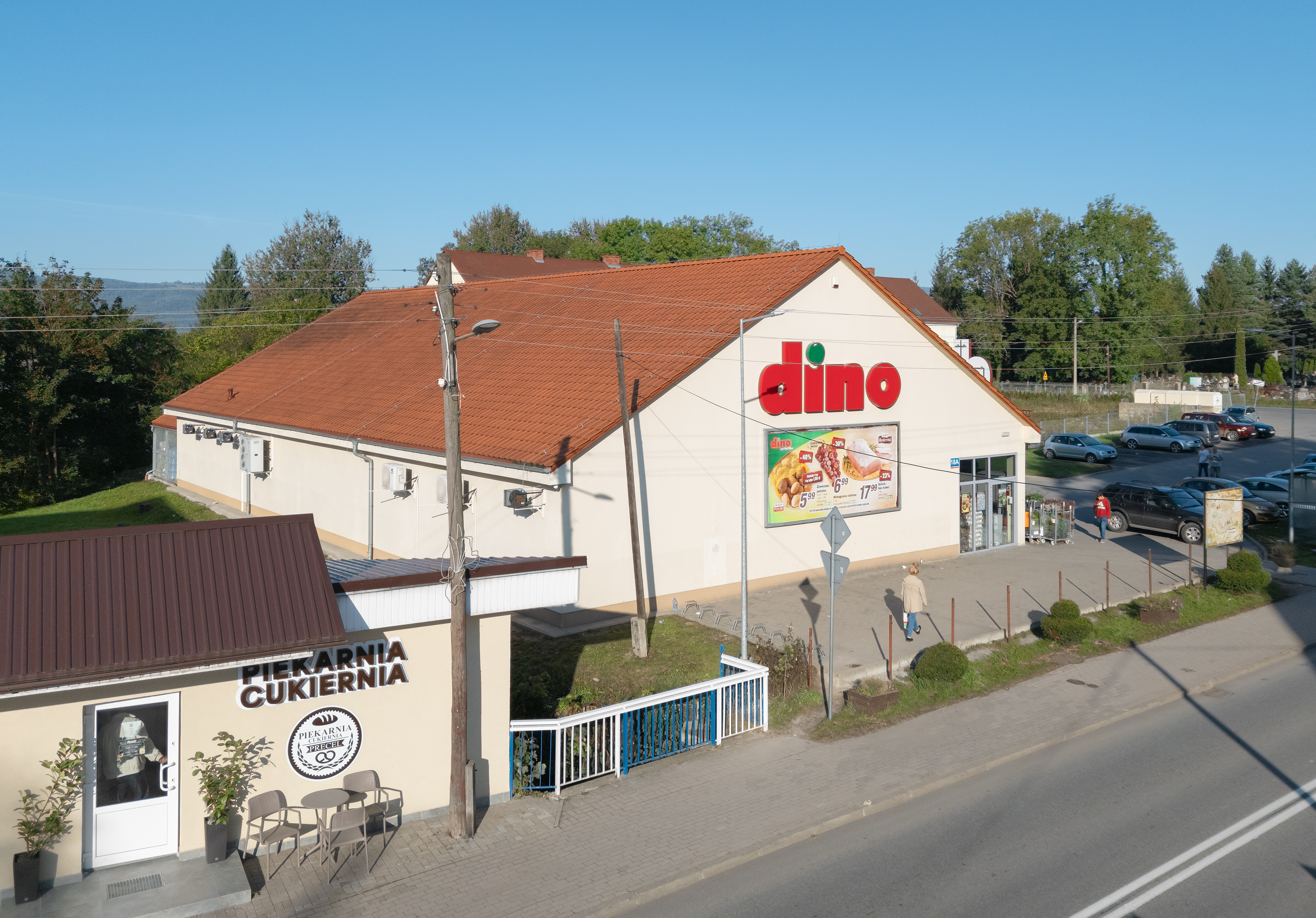
Dino Polska Markt in Domaszków

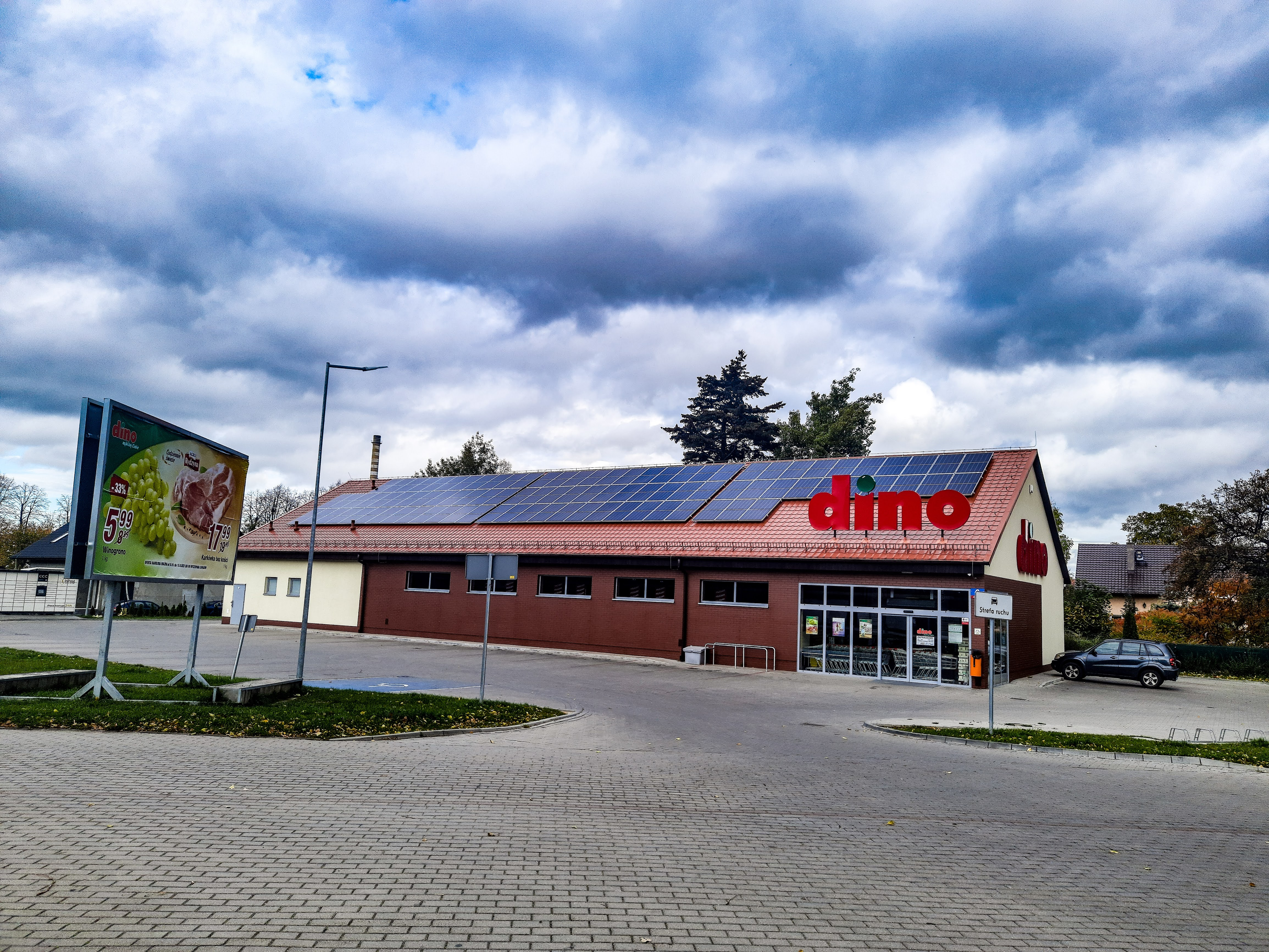
Dino Polska Markt in Bielawa

Die Aktie des Unternehmens wird an der Warschauer Wertpapierbörse gehandelt und ist in deren Leitindizes WIG30 (seit 17. März 2018) und WIG20 (seit 16. März 2019) enthalten.

## Geschichte
Im Jahr 1999 gründete Tomasz Biernacki in der Woiwodschaft Großpolen den ersten Lebensmittelmarkt unter der Marke dino.
2002 wurde in Krotoszyn das erste eigene Logistikzentrum eröffnet.
Im Jahr 2003 beteiligte sich das Unternehmen am fleischverarbeitenden Betrieb Agro Rydzyna. Dieser hatte Dino bereits zuvor mit Fleisch- und Wurstwaren beliefert.
Bis zum Jahr 2010 erweiterte das Unternehmen sein Filialnetzwerk; zum Jahresende bestand dieses aus 111 Märkten. Im selben Jahr beteiligte sich das Private-Equity-Unternehmen Enterprise Investors im Rahmen des von ihm verwalteten Fonds PEF VI zu 49 % an Dino.
Im Jahr 2011 erfolgte ein Wechsel der Rechtsform zur Spółka Akcyjna, der polnischen Form der Aktiengesellschaft.
Im Jahr 2013 wurde in Piotrków Trybunalski ein weiteres Logistikzentrum in Betrieb genommen, die Anzahl der Märkte stieg auf über 300.
Bis zum Ende des Jahres 2015 konnte das Filialnetzwerk auf über 500 Märkte in zwölf der 16 polnischen Woiwodschaften ausgebaut werden. Im Folgejahr wurde in Jastrowie ein drittes Logistikzentrum eröffnet.
Im Jahr 2017 erfolgte der Börsengang an der Warschauer Wertpapierbörse, bei dem der Private-Equity-Investor Enterprise Investors alle bislang von ihm gehaltenen Aktien veräußerte.
2018 wurde in Rzeszotary ein viertes Distributionszentrum in Betrieb genommen, ein weiteres in der Stadt Łobez wurde ab 2019 gebaut. 2019 erfolgte zudem der Umzug des (gemieteten) Logistikzentrums in Piotrków Trybunalski in ein Eigentumsobjekt in Wolbórz.:10
Im Mai 2020 gab Dino bekannt, dass sich der Unternehmensgründer Biernacki aus dem Vorstand zurückziehen und fortan als Aufsichtsratsvorsitzender tätig sein werde. Im Juni desselben Jahres gab das Unternehmen bekannt, zwei weitere Logistikzentren in Sieroniowice und Sierpc für jeweils ca. 80 Mio. Złoty zu bauen.

## Konzernstruktur
Die DINO Polska S.A. hält als Konzernmutter Beteiligungen an mehreren Tochtergesellschaften.
| Gesellschaft                               | Sitz der Gesellschaft  | Tätigkeitsfeld | Beteiligung |
| ------------------------------------------ | ---------------------- | --- | ----------- |
| DINO Polska S.A.                           | Krotoszyn, Polen       | Konzernmutter; Einzelhandel mit Lebensmitteln, Getränken und Tabakprodukten                                                                     | 100 %       |
| Agro-Rydzyna sp. z o.o.                    | Kłoda (Rydzyna), Polen | Herstellung von Fleisch- und Wurstwaren | 100 %       |
| Centrum Wynajmu Nieruchomości sp. z o.o. . | Krotoszyn, Polen       | Vermietung und Verwaltung von Eigentums- und Pachtimmobilien                                                                                    | 100 %       |
| Centrum Wynajmu Nieruchomości 1 S.A.       | Krotoszyn, Polen       | Kauf und Verkauf von Immobilien auf eigene Rechnung, Vermietung und Verwaltung eigener Immobilien, Finanzierungsdienstleistungen; Finanzholding | 100 %       |
| Centrum Wynajmu Nieruchomości 2 S.A.       | Krotoszyn, Polen       | Kauf und Verkauf von Immobilien auf eigene Rechnung, Vermietung und Verwaltung eigener Immobilien, Finanzierungsdienstleistungen; Finanzholding | 100 %       |
| Centrum Wynajmu Nieruchomości 3 S.A.       | Krotoszyn, Polen       | Kauf und Verkauf von Immobilien auf eigene Rechnung, Vermietung und Verwaltung eigener Immobilien, Finanzierungsdienstleistungen; Finanzholding | 100 %       |
| Centrum Wynajmu Nieruchomości 4 S.A.       | Krotoszyn, Polen       | Kauf und Verkauf von Immobilien auf eigene Rechnung, Vermietung und Verwaltung eigener Immobilien, Finanzierungsdienstleistungen; Finanzholding | 100 %       |
| Centrum Wynajmu Nieruchomości 5 S.A.       | Krotoszyn, Polen       | Kauf und Verkauf von Immobilien auf eigene Rechnung, Vermietung und Verwaltung eigener Immobilien, Finanzierungsdienstleistungen; Finanzholding | 100 %       |
| Centrum Wynajmu Nieruchomości 6 S.A.       | Krotoszyn, Polen       | Kauf und Verkauf von Immobilien auf eigene Rechnung, Vermietung und Verwaltung eigener Immobilien, Finanzierungsdienstleistungen; Finanzholding | 100 %       |
| PIK Finanse sp. z o.o.                     | Krotoszyn, Polen       | Kauf und Verkauf von Immobilien auf eigene Rechnung, Vermietung und Verwaltung eigener Immobilien, Finanzierungsdienstleistungen; Finanzholding | 100 %       |
| Dino Oil sp. z o.o.                        | Krotoszyn, Polen       | Erzeugung und Verarbeitung raffinierter Erdölprodukte, Einzelhandel mit Kraftstoffen an Tankstellen                                             | 100 %       |
| Dino Krotoszyn sp. z o.o.                  | Krotoszyn, Polen       | Lagerung von Handelswaren, Verarbeitung und Konservierung von Fleischerzeugnissen mit Ausnahme von Geflügelfleisch                              | 100 %       |
| Dino Północ sp. z o.o.                     | Krotoszyn, Polen       | Einzelhandel, mit Lebensmitteln, Getränken und Tabakprodukten                                                                                   | 100 %       |
| Dino Południe sp. z o.o.                   | Krotoszyn, Polen       | Lagerung von Handelswaren | 100 %       |

## Aktionärsstruktur
Das Grundkapital der Gesellschaft beträgt 9.804.000 Złoty und verteilt sich auf 98.040.000 Inhaberaktien der Serie A zum Nennwert von je 0,10 Złoty.:46
| Aktionär                             | Anzahl gehaltener Aktien | Anteil am Grundkapital | Stimmrechtsanteil |
| ------------------------------------ | ------------------------ | ---------------------- | ----------------- |
| Tomasz Biernacki (direkt + indirekt) | 50.160.000               | 51,2 %                 | 51,2 %            |
| Streubesitz                          | 47.880.000               | 48,8 %                 | 48,8 %            |